# 1521
1521（千五百二十一、せんごひゃくにじゅういち）は自然数、また整数において、1520の次で1522の前の数である。

## 性質
- 1521は合成数であり、約数は1, 3, 9, 13, 39, 117, 169, 507, 1521である。
  - 約数の和は2379。
    - 約数の和が奇数になる66番目の数である。1つ前は1458、次は1568。

  - 約数を9個もつ13番目の数である。1つ前は1444、次は2116。
    - 自身の約数の個数の数を約数にもつ7番目の奇数である。1つ前は1089、次は2025。(オンライン整数列大辞典の数列 A036896)

  - 約数の和を平方した数が自身で割り切れる15番目の数である。1つ前は1080、次は1638。(オンライン整数列大辞典の数列 A263928)
- 1521 = 392
  - 39番目の平方数である。1つ前は1444、次は1600。
  - 30番目の単一の形でしか表せない平方数である。1つ前は1444、次は1600。(オンライン整数列大辞典の数列 A153158)
  - 平方数がハーシャッド数になる15番目の数である。1つ前は1296、次は1764。
  - 1521 = 32 × 132
    - 2つの異なる素因数の積で p2 × q2 の形で表せる12番目の数である。1つ前は1444、次は2116。(オンライン整数列大辞典の数列 A085986)

  - 1521 = 1 × 3 × 13 × 39
    - 39の約数の積で表せる数である。1つ前は1444、次は2560000。(オンライン整数列大辞典の数列 A007955)
- 328番目のハーシャッド数である。1つ前は1520、次は1524。
  - 9を基とする93番目のハーシャッド数である。1つ前は1512、次は1530。
  - 平方数のハーシャッド数のうち、平方根がハーシャッド数にならない (39) 2番目の数である。1つ前は225 (15) 、次は2401 (49) 。
  - 平方数のハーシャッド数のうち、ハーシャッド数の基数も平方数となる13番目の数である。1つ前は900、次は2025。

## その他1521に関連すること
- 西暦1521年
- 南海1521系電車はかつて南海電気鉄道で使用されていた通勤形電車の一系列。後に一部が弘南鉄道に譲渡された。